# Něco na té Mary je
Něco na té Mary je (v anglickém originále There's Something About Mary) je americká romantická komedie z roku 1998. Jejími režiséry byli bratři Peter a Bobby Farrellyovi. Hlavní roli ve snímku ztvárnila Cameron Diaz a dále se v něm představili Matt Dillon, Ben Stiller, Chris Elliott a další. Autorem originální hudby k filmu je Jonathan Richman. Kromě originální hudby k filmu pro něj napsal také tři písně. Rovněž je zpívajícím vypravěčem filmu.